# 조자촌 (아오모리현)
조자촌(長者村)은 아오모리현 산노헤군에 설치되었던 촌이다. 현재의 하치노헤시에 해당한다.

## 역사
- 1889년 4월 1일 - 정촌제 시행에 의해 산노헤군 루이에촌, 누카즈카촌, 다무카이촌, 나카이린촌, 이시테아라이촌이 합병되어 조자촌이 발족.
- 1901년 7월 1일 -  산노헤군 구 하치노헤정과 합병해, 새로운 하치노헤정을 신설해 소멸

## 참고문헌
- 『市町村名変遷辞典』東京堂出版、1990年。